# 지커 믹스
지커 믹스(영어: Zeekr Mix, 중국어 간체자: 极氪MIX, 병음: Jíkè MIX)는 프리미엄 전기차 브랜드 지커의 이름으로 생산하는 배터리 전기 미니밴이다. 또한 중국 국내 시장 전용으로 제작 중이며, 2024년 4월 오토 차이나에서 일반인에게 공개되자마자 판매를 시작했다.

## 개요

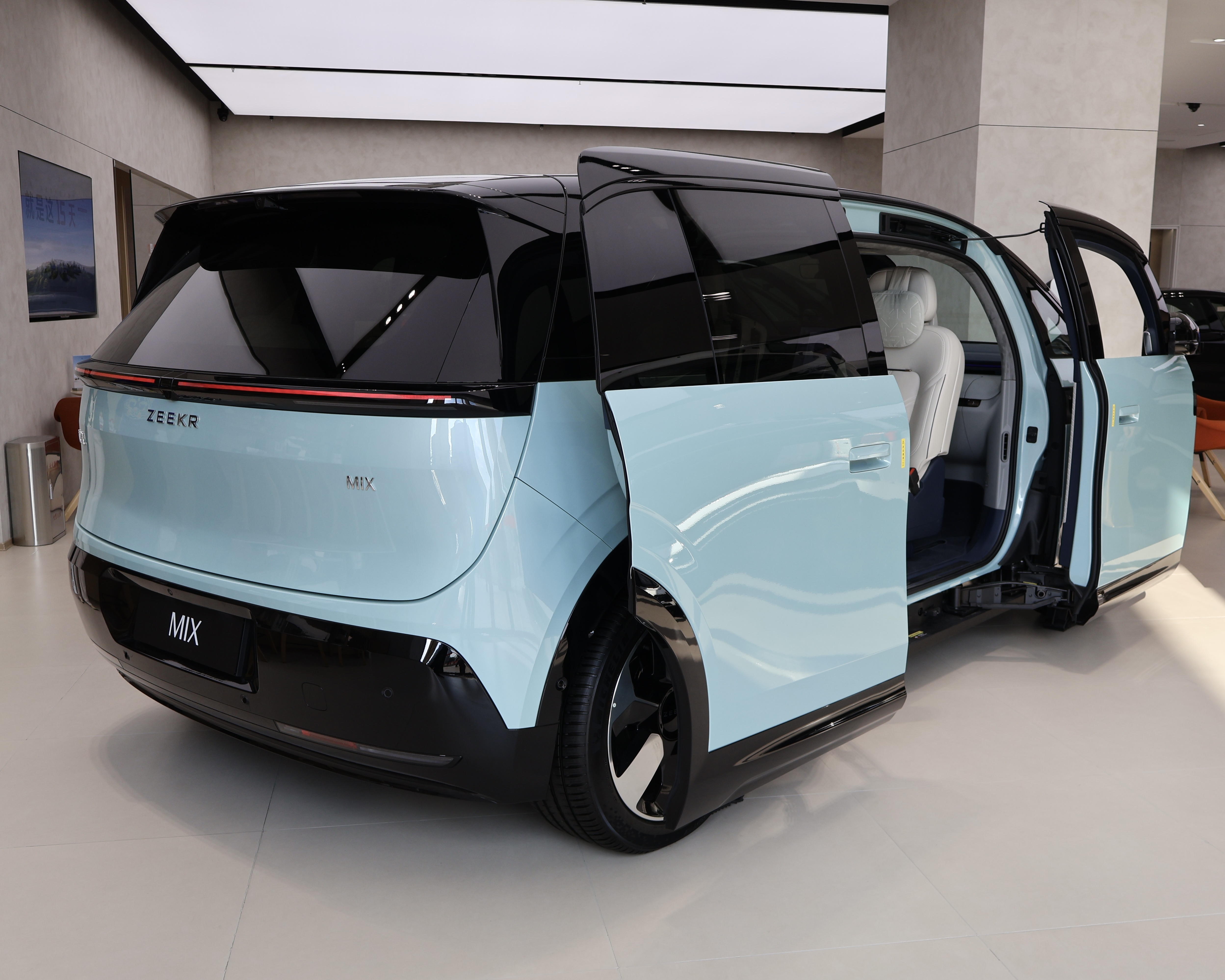
지커 믹스의 후면

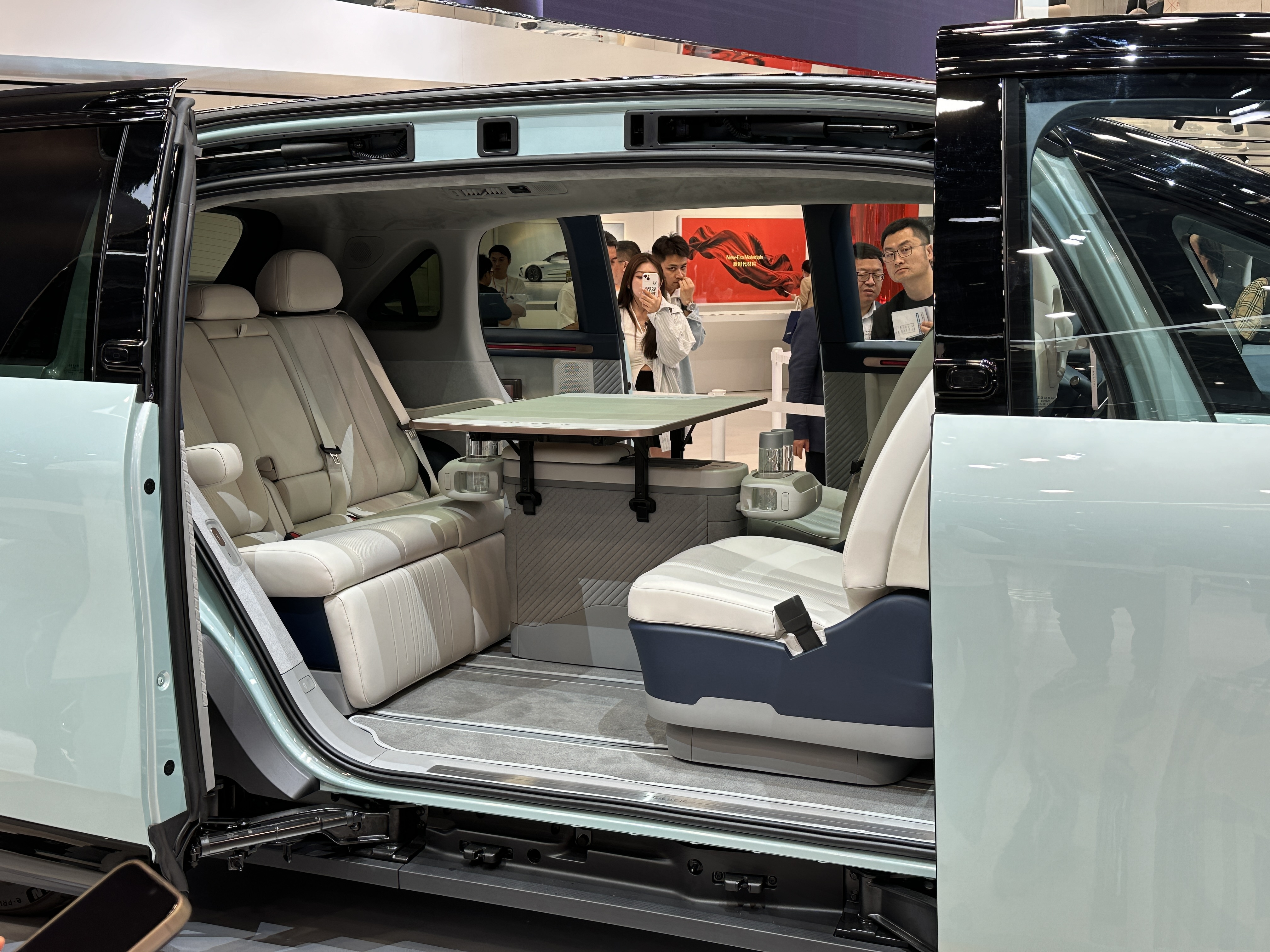
내부

2024년 10월 23일 저장성 항저우에서 열린 행사에서 공식 출시되었다. 또한 지커에서 생산 중인 여섯 번째 차종이며, 플래그십 모델인 009 럭셔리 미니밴보다 하위 모델이다. 뭉툭하고 둥근 형태의 밴으로, 원박스 형태의 차체와 3 미터 (118 in)가 조금 넘는 긴 축간거리를 가지고 있다. 하지만 지커는 이 차량을 명확하게 MPV로 분류하지 않았다. MPV는 일반적으로 3열로 구성되고 6~7명의 승객을 태울 수 있는 반면, 지커는 크로스오버 SUV와 비슷한 주행 경험과 지상고를 갖고 있다고 주장하기 때문이다.지커 믹스는 웨이모가 의뢰한 미출시 로보택시 MPV인 CM1e의 인간 주행 버전이다.
지커에 따르면, 믹스는 외부 치수를 최소화하면서 실내 공간을 극대화하도록 설계되었다. 기존 중대형 SUV에 비해 개발 비용이 2.8배 더 많이 들었고, 공간 활용도가 70% 미만이었던 것에 비해 93%로 훨씬 높다.또한, 기존 시트에 비해 설계 비용이 3배나 더 많이 드는 회전형 조수석과 같은 고유한 기능도 갖추고 있다.
믹스는 전륜 맥퍼슨 스트럿, 후륜 멀티링크 서스펜션과 어댑티브 댐퍼를 사용한다. 또한, 루프에는 ADAS 및 자율주행 기능을 지원하는 라이다 센서와 mmWave 레이더 및 카메라가 장착되어 있다.

### 외부
시각적으로 007 세단의 시각적 특징을 재현했다. 차체 전체를 가로지르는 특징적인 대형 검은색 줄무늬가 휠 아치를 거쳐 프론트 펜더까지 이어지며, 펜더 내부에는 헤드라이트가 통합되어 있다. 리어 테일게이트 상단에는 테일라이트를 위한 높은 LED 라이트 스트립이 장착되어 있다.
믹스에는 뒤쪽으로 슬라이딩되는 뒷문과 앞쪽으로 슬라이딩되는 조수석 도어가 있으며, 운전석 도어는 일반적인 앞쪽 힌지 디자인이다. 두 출입구 모두 앞문과 뒷문이 모두 열려 있을 때 출입을 방해하는 기둥이 없어 너비가 1480mm이다. 기둥이 없는 디자인을 보완하기 위해, 문은 초고강도 강철로 강화되어 측면 충돌 시 충분한 안전성을 확보하였다.차체는 선루프가 포함된 대조적인 검은색 루프로 도색되어 있다. 앞쪽 모터가 없기 때문에 앞바퀴는 50도 이상 회전할 수 있어 회전 반경이 5 미터 (16.4 ft)에 달한다.

### 내부
좌석은 5개이며, 앞좌석은 270도 회전하여 뒤쪽, 서로 마주 보거나 문 쪽을 향하게 할 수 있다. 바깥쪽 뒷좌석 두 개에는 전동 접이식 다리 받침대가 있으며, 조수석 뒤쪽에는 옵션으로 접이식 다리 받침대가 장착되어 있다.센터 콘솔은 전동 슬라이딩 방식으로 냉장실과 접이식 테이블이 통합되어 있으며, 여러 액세서리를 장착할 수 있는 거치대가 있다. 모든 좌석 등받이는 접혀서 대화 모드, 낚시 모드 등 9가지 다양한 좌석 구성을 제공하며, 모든 좌석 등받이를 접으면 캠핑용 침대를 놓을 공간도 확보할 수 있다.앞좌석과 뒷좌석 모두 열선, 통풍, 안마 기능을 갖추고 있으며 고정식 파노라마 선루프와 돌비 애트모스를 지원하는 21개 스피커 오디오 시스템이 장착되어 있다. 대시보드에는 증강 현실 헤드업 디스플레이와 함께 13인치 디지털 게이지 클러스터 화면이 포함되어 있으며, 수동으로 기울일 수 있는 15인치 인포테인먼트 터치스크린이 중앙에 장착되어 있다.바닥은 지면에서 390mm 떨어져 있고, 천장 높이는 바닥에서 1,350mm 떨어져 있다. 내부 공간은 총 6.3 제곱미터 (68 ft2)이고, 트렁크 용량은 568 리터 (20.1 cu ft)이다.또한 V2L이 가능하며 트렁크에 220V AC 전원 콘센트가 장착되어 있다.

## 판매
| 연도   | 중국 시장 |
| ------ | --------- |
| 2024년 | 1,633     |